# Papier ozdobny
Papier ozdobny – luksusowy papier bezdrzewny, zazwyczaj niepowlekany, często z dodatkiem długowłóknistej masy celulozowo-bawełnianej.
Papier ozdobny można podzielić na:
- papiery do drukowania blankietów firmowych i papiery ze znakami wodnymi (gramatura 70–100 g/m²)
- papiery fakturowane, tłoczone i barwione (gramatura 100–250 g/m²)
- papiery i tektury okładkowe (gramatura 100–300 g/m²).